# Curetis jolona
Curetis jolona är en fjärilsart som beskrevs av Hans Fruhstorfer 1908. Curetis jolona ingår i släktet Curetis och familjen juvelvingar. Inga underarter finns listade i Catalogue of Life.